# (1525) Savonlinna
(1525) Savonlinna es un asteroide perteneciente al cinturón de asteroides descubierto por Yrjö Väisälä el 18 de septiembre de 1939 desde el observatorio de Iso-Heikkilä, Finlandia.

## Designación y nombre
Savonlinna fue designado inicialmente como 1939 SC.
Más adelante se nombró por la ciudad finesa de Savonlinna.

## Características orbitales
Savonlinna orbita a una distancia media de 2,695 ua del Sol, pudiendo alejarse hasta 3,412 ua. Tiene una excentricidad de 0,2657 y una inclinación orbital de 5,867°. Emplea en completar una órbita alrededor del Sol 1616 días.